# Рюсике
Рюсике е стратегия – териториална единица от последните години на Тракийската държава.
Известна е от надписите на Аполоний Ептайкент – стратег на стретегията около Анхиало, на Селетике и на Рюсике. Според хипотези, основани на подредбата на имената в посочените надписи, Рюсике е била на север от Източна Стара планина. Други хипотези свързват името на река Росица с името на стратегията, като предполагат, че се е намирала в поречието на тази река. Във втория случай се приема, че главен град на стратегията (т началото на II в. сл. Хр. до нейното суспендиране) е бил основаният от император Траян гр. Никополис ад Иструм.